# Kevin Gage
Kevin Gage (Wisconsin, 26 mei 1959), geboren als Kevin Gaede, is een Amerikaans acteur.

## Carrière
Gage begon in 1986 met acteren in de televisieserie Highway to Heaven, waarna hij nog meerdere rollen speelde in televisieseries en films. Zo speelde hij in onder andere Heat (1995) en G.I. Jane (1997). 

## Huwelijken
Gage was van 1986 tot en met 1988 getrouwd met actrice Kelly Preston, vanaf 2006 is hij opnieuw getrouwd. 

## Filmografie

### Films
Uitgezonderd korte films.
- 2024 Day Labor - als Travis Bernard
- 2024 Lights Out - als Poe
- 2023 Crossfire - als Stranger
- 2022 Corsicana - als Tate
- 2021 Hustle Down - als Angel
- 2016 Misfortune - als Mallick
- 2016 My Father Die - als Tank
- 2015 Fear Clinic - als Gage
- 2015 Jurassic City - als Doyle
- 2014 7 Minutes - als Tuckey
- 2013 American Girls - als rechter Joe Gordon
- 2010 Chasing 3000 - als kok
- 2010 Happiness Runs - als hypnotiseur
- 2010 The Killing Jar - als Hank
- 2009 La Linea - als Wire
- 2009 Laid to Rest - als Tucker
- 2009 Kill Theory - als de moordenaar
- 2008 Amusement - als Tryton
- 2007 Cosmic Radio - als Hank
- 2007 Big Stan - als Bullard
- 2007 Sugar Creek - als sheriff Worton
- 2006 Love's Abiding Joy - als John Abel
- 2005 Chaos - als Chaos
- 2004 Paparazzi - als Kevin Rosner
- 2004 Lightning Bug - als Earl Knight
- 2002 American Girl - als deputy Richard
- 2002 May - als papa Canady
- 2001 Knockaround Guys - als Brucker
- 2001 Ticker - als Pooch
- 2001 Blow - als Leon Minghella
- 2000 Ricky 6 - als Pat Pagan
- 1999 Junked - als Crow
- 1998 Strangeland - als Mike Gage
- 1998 Point Blank - als Joe Ray
- 1998 Gunshy - als Ward
- 1997 Double Tap - als agent Burke
- 1997 G.I. Jane - als instructeur Pyro
- 1997 Con Air - als Billy Joe
- 1995 Heat - als Waingro
- 1994 Last Resort - als moordenaar
- 1989 The 'Burbs - als politieagent
- 1987 Steele Justice - als legersergeant
- 1986 SpaceCamp - als consulent

### Televisieseries
Uitgezonderd eenmalige gastrollen.
- 2013 Banshee - als Lance Mangan - 2 afl.
- 1987-1988 High Mountain Rangers - als acteur - 2 afl.
- 1987 Werewolf - als acteur - 2 afl.

- Biblioteca Nacional de España: XX1416217
- International Standard Name Identifier: 0000 0000 5388 9158
- Library of Congress Control Number: no2005017199
- Nederlandse Thesaurus van Auteursnamen: 227730291
- Virtual International Authority File: 48955029
- WorldCat: E39PBJgd63Wb6BG87JDDHyXfMP